# حرف السياد
حرف السياد هي قرية لبنانية من قرى قضاء الضنية في محافظة الشمال.
- المساحة : 129 هكتار